# Podu Cheii
Podu Cheii – wieś w Rumunii, w okręgu Prahova, w gminie Brebu. W 2011 roku liczyła 186 mieszkańców.